# Actinoseris
Actinoseris là một chi thực vật có hoa trong họ Cúc (Asteraceae).

## Loài
Chi Actinoseris gồm các loài: